# Pristurus saada
Pristurus saada es una especie de gecos de la familia Sphaerodactylidae.

## Distribución geográfica yhábitat
Es endémica del noroeste del Yemen. Su rango altitudinal está por encima de los 2000 m s. n. m..